# Aang
Aang (en sánscrito: आङ, Āṅa; en chino: 安昂, pinyin: Ān Áng) es un personaje ficticio y protagonista de la serie animada de Nickelodeon Avatar: la leyenda de Aang. El personaje fue creado por Michael Dante DiMartino y Bryan Konietzko. Es el protagonista de la serie y aparece en todos los episodios a excepción de «Zuko solitario». También apareció en el episodio piloto, que aún no ha sido transmitido al aire.
Varios de los rasgos de Aang, como su vegetarianismo, están basados en las tradiciones budista y taoísta. Aang es el héroe renuente de la serie, pues se muestra indeciso ante el hecho de que debe unirse con sus amigos para salvar al mundo de la nación del Fuego ya que al ser un monje pacifista, sus principios le impiden moralmente cometer actos violentos. Los creadores de la serie planeaban que Aang «derrotara a sus enemigos con su ingenio» y que fuera un «héroe bobo».
La serie define a Aang como el último de nómadas del Aire, la única raza humana que posee la habilidad de manipular el aire de su entorno. También es un supercentenario, ya que tiene la edad de 112 años, pero como estuvo en animación suspendida, tiene una edad aparente de 12 años. Se menciona durante el segundo episodio que él es la actual reencarnación del Avatar, el espíritu del planeta manifestado en un cuerpo humano. Como el Avatar, Aang posee la habilidad de controlar los cuatro elementos clásicos, cuya tarea es mantener el equilibrio y la paz entre las Cuatro Naciones. La serie muestra la aventura que Aang debe emprender para cumplir con esta tarea, en medio de una guerra causada por la nación del Fuego y que estalló cuando él estaba congelado dentro de un iceberg.
Aang también ha aparecido en diversos medios, como en juegos de cartas, videojuegos, camisetas, y webcomics. Igualmente tuvo una aparición en la película The Last Airbender, donde fue interpretado por Noah Ringer.

## Creación y concepción
El personaje de Aang fue creado a partir de un dibujo hecho por Bryan Konietzko. El boceto mostraba a un hombre calvo de mediana edad con una flecha pintada sobre su cabeza. Konietzko mejoró al personaje e hizo una imagen sobre un niño que tiene un bisonte volador. Entre tanto, Michael Dante DiMartino estaba interesado en documentales que trataban sobre exploradores que se habían perdido en el Polo Sur. La idea hizo que ambos pensaran en: 

Hay un chico del aire junto con estas personas del agua que se quedó atrapado en algún paraje nevado... y tal vez la gente del fuego los esté presionando [para esclavizarlos]...
Michael Dante DiMartino y Bryan Konietzko

La idea de Aang surgió con un boceto que DiMartino realizó sobre un sujeto con una flecha pintada en su cabeza. A raíz de él, Konietzko desarrolló otra imagen en donde el personaje era ahora un niño que tenía un bisonte como mascota. En la imagen, una flecha similar a la que Aang porta sobre su cabeza.

El argumento que describieron corresponde a los primeros dos episodios de la serie, donde la gente del agua (Katara y Sokka) rescatan al «chico del aire» (Aang) que estaba varado en un «paraje nevado» (tribu Agua del Sur) mientras la gente de fuego intenta someterlos (la armada del Fuego y el Príncipe Zuko). Los creadores quisieron mostrar a Aang como un chico que se había quedado congelado dentro de un iceberg durante 100 años. A su vez, él tendría que despertar en un mundo futurístico, donde poseería un robot como mascota llamado Momo y una docena de bisontes a su cuidado. Sin embargo, el dúo desechó la idea y prefirieron enfocarse en el tema de la animación suspendida. El robot Momo fue cambiado por un lémur volador, y el rebaño de bisontes fue reducido a uno sólo.
Aang posee una ideología cultural bien desarrollada. De acuerdo a los comentarios de los creadores, «el budismo y el taoísmo han sido una de nuestras grandes inspiraciones para la concepción sobre el “Avatar”». Un aspecto notable del personaje es su vegetarianismo, el cual es congruente con las enseñanzas budistas y taoístas. Dentro del Digha Nikaya, un código ético budista, se fomenta la dieta vegetariana. En el episodio «El rey de Omashu», el joven avatar demuestra su conducta vegetariana al negarse a comer carne. Además de ello, Aang muestra una renuencia ante las peleas y muestra una repugnancia hacía el asesinato. En «El mundo de los espíritus (parte 1)», el muchacho se encuentra con un espíritu que destruye una aldea y secuestra a sus pobladores; en vez de confrontar al espíritu, Aang decide negociar con él.
El aire-control, el estilo marcial que Aang utiliza a lo largo de la serie, está inspirado en un arte marcial chino «interno» denominado bāguàzhǎng. Este estilo de pelea se caracteriza por tener diversos movimientos circulares y fluidos, aparte de carecer de técnicas mortales con las cuales se puede aniquilar al oponente. Dichas características fueron tomadas en cuenta para representar los impredecibles movimientos del aire y la naturaleza pacifista de los maestros aire.

## Relación argumental

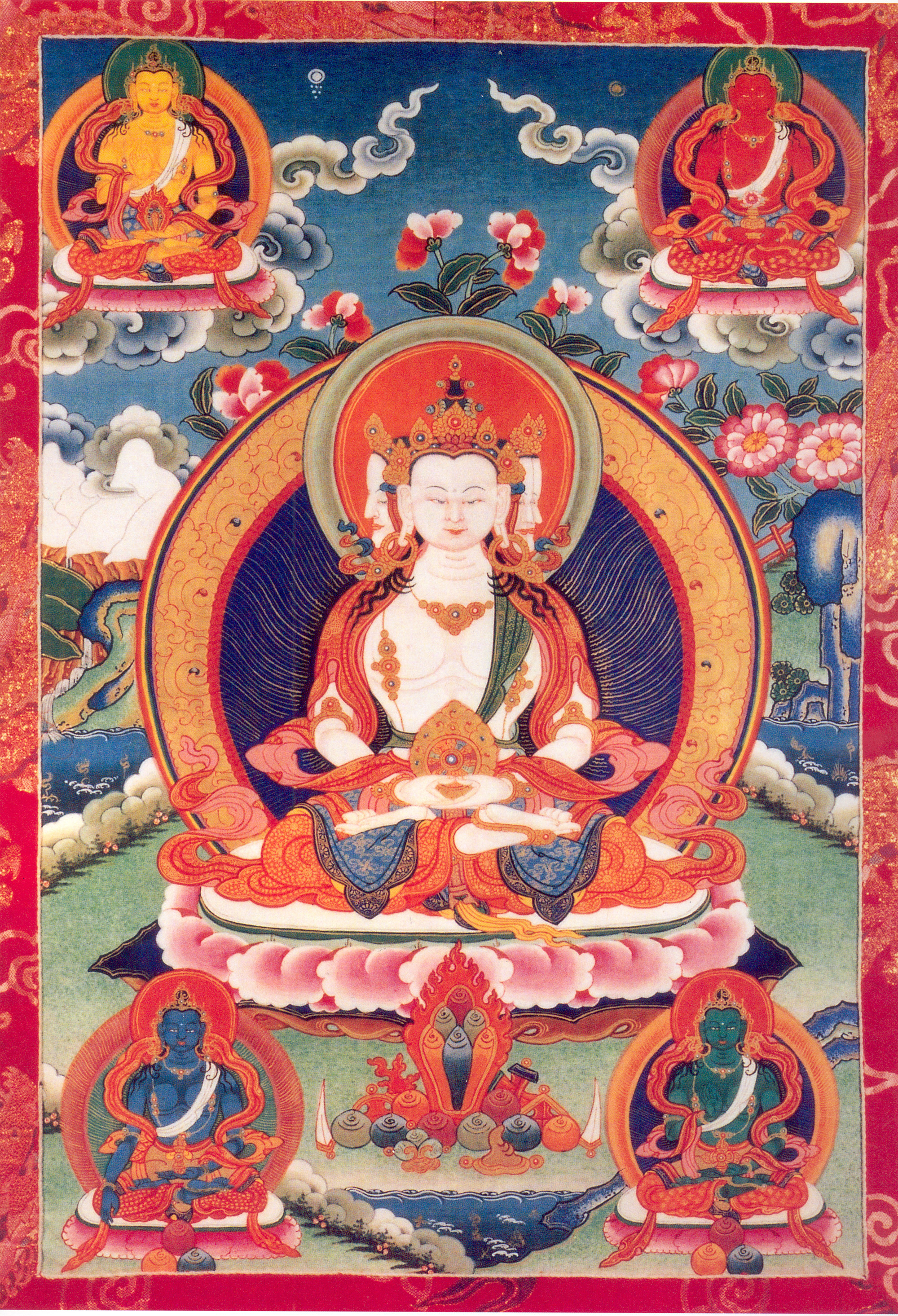
El budismo, y en general la cultura asiática fueron una de las principales influencias en el desarrollo de la serie, así como también el concepto de Aang y del «Avatar». En la imagen, se observa una representación artística de Siddharta Gautama, junto con otros cuatro personajes que encarnan uno de los cuatro elementos antiguos.

Los creadores de la serie nombraron a cada temporada con el título de un «libro»; cada uno de esos libros fue titulado con el nombre de alguno de los elementos presentados en el programa. Ciertos flashbacks revelan algunos acontecimientos previos que ocurrieron en la serie, los cuales son mostrados antes de que comience algún episodio. En una de estas escenas retrospectivas durante el episodio «La tormenta», los monjes ancianos mantienen una reunión privada con Aang con el fin de mostrarle que él es en realidad el Avatar. El monje Gyatso, el instructor y figura paterna de Aang, insiste a sus compañeros monjes en que el muchacho debe ser criado como un niño normal. Casi terminando la reunión, los monjes consideran que Gyatso ha influenciado demasiado al joven, por lo que deciden enviar a Aang al Templo Aire del Este. Sin embargo, este último se niega a abandonar a su mentor; este escribe una carta para su maestro y escapa gracias a la ayuda de su bisonte. Durante el primer episodio de la serie se muestra que una violenta tormenta azotó al Avatar, derrumbándolo hacia el océano durante su huida. Después, el chico entra por primera vez en el estado avatar, inconscientemente, con el propósito de encapsular a Appa y a sí mismo dentro de una burbuja de aire. Con una imagen de dicha burbuja, que debido al hielo sobre el que se formó causó que se convirtiera en un iceberg, el flashback termina.
Después de estar 100 años dentro de ese iceberg, el programa comienza cuando Katara y su hermano Sokka liberan al niño y al bisonte durante el primer episodio de la serie. En el episodio siguiente, el grupo se prepara para dirigirse a la tribu Agua del Norte, con la intención de buscar un maestro agua que le pueda enseñar a Aang y Katara. Durante su aventura, ellos son perseguidos por Zuko, el príncipe desterrado de la nación del Fuego, con quien tienen varios encuentros, Aang desarrolla sentimientos especiales hacia Katara y descubre que es el último maestro aire. En otro episodio, Aang conoce su anterior reencarnación, el avatar Roku, quien le informa que debe aprender a dominar los cuatro elementos para derrotar al señor del Fuego Ozai antes del final del solsticio de verano. Una vez que el grupo localiza la tribu Agua del Norte, un maestro agua llamado Pakku le enseña a Aang —y después a Katara— el agua control. Tiempo después, Aang conoce a Toph, una maestra tierra ciega, que se convierte en uno de sus maestros y compañeros. Un par de episodios después, el Avatar y sus amigos descubren que un eclipse solar se llevará a cabo poco antes de que el verano termine, lo cual causa que los maestros fuego pierdan sus poderes. Al final de la temporada, un gurú llamado Pathik intenta enseñarle a Aang cómo liberar sus siete chakras con el fin de que logre controlar el estado avatar, pero para hacerlo tenía que olvidar a Katara la persona que el amaba, al intentar hacerlo y por poco conseguir su séptimo chakra tiene una visión sobre Katara donde ella se encuentra en peligro, éste abandona el Templo Aire donde estaba entrenando, dejando la liberación de su séptimo chakra, bloqueándolo en el proceso. Una vez que llega con Katara, él pelea en el subterráneo de Ba Sing Se; en la pelea, Azula le causa una herida mortal que deja al muchacho al borde de la muerte, pero es salvado gracias al agua especial de Katara, que proviene del estanque de los Espíritus y que tiene propiedades curativas.
En la tercera temporada, Aang y sus compañeros ganan un nuevo enemigo mientras continúan su aventura — un mercenario contratado por Zuko que puede controlar el fuego mediante su tercer ojo. El joven junto con sus aliados, atacan la capital de la nación del Fuego durante el décimo y undécimo episodios, pero su ofensiva es frustrada por Azula. En el episodio siguiente, Zuko se redime y le ofrece a Aang la posibilidad de que le enseñe fuego-control. El muchacho acepta, a pesar de la fuerte oposición por parte de sus amigos. En «Los maestros del fuego-control», el último maestro aire aprende el fuego-control gracias a la ayuda de dos dragones.
Durante el final de dos horas de la serie, el Avatar se encuentra en un conflicto entre su deber de poner fin a la guerra y respetar la vida del señor del Fuego. Después de vagar en medio de un bosque, discute con cuatro de los Avatar anteriores, con el fin de buscar un consejo que le ayude. Cada uno de ellos le da un motivo por el cual debe matar al señor del Fuego, desanimando aún más al muchacho. Luego de descubrir que el bosque es en realidad una tortuga-león, y que ésta le da consuelo al joven, este se alista para confrontar a Ozai. Una vez que el señor del Fuego llega, Aang comienza la batalla contra él; en ella logra desviar un relámpago que el malvado rey le lanza, aunque esto le perjudica durante la pelea, pero aun así, Aang logra entrar en el estado avatar. En dicho estado, la batalla se torna a favor del muchacho haciendo que Ozai se vea acorralado. Utilizando una técnica que la tortuga-león le enseñó al chico, el Avatar le quita los poderes de maestro fuego, eliminando así la amenaza de manera eficaz al igual que la guerra. Poco después, en la capital de la nación del Fuego, Aang se ve con el traje típico de un monje, donde presencia la coronación de Zuko como nuevo señor del Fuego. Una vez que el conflicto entre las Cuatro Naciones terminó, él decide ir a Ba Sing Se con sus amigos. La serie termina en una escena donde Aang y Katara se besan.

### Avatar: la leyenda de Aang
El Avatar, dentro de la serie, es considerado un ser que provee el equilibrio entre los cuatro elementos así como con las Cuatro Naciones y que viene siendo la encarnación física del espíritu del mundo. Como tal, Aang es el penúltimo —empero el más reciente, de acuerdo a la cronología de la serie, es una chica llamada Korra— de un sinfín de reencarnaciones nacidas a lo largo de la historia que se remontan al primer Avatar, un maestro del fuego llamado Wan. Los avatares han aprendido mediante el control de los cuatro elementos: agua, tierra, fuego y aire, en ese orden, a mantener la paz y la armonía. A su vez, ellos nacen de acuerdo a un ciclo, el cual corresponde a la sucesión de los citados elementos. En este caso, el muchacho proviene de los nómadas del Aire, un grupo de individuos capaces de utilizar el aire a su beneficencia; las personas que son capaces de manipularlo son nombradas «maestros aire», título que Aang gana debido a su estatus como avatar.
Antes del comienzo de la serie, el Avatar conoce su razón de ser y este huye para evitar su destino. Sin embargo, debido a su ausencia —pues se queda congelado en un iceberg— una guerra a nivel global comienza como parte de la expansión de la nación del Fuego; una vez que despierta de su criogénesis, Aang debe aprender otros 3 elementos para, irónicamente, salvar al mundo que una vez conoció. Para controlar el primero de ellos, el agua, conoce a una joven llamada Katara, quien es una maestra agua; no obstante, sus habilidades en agua-control son insuficientes para el total control desde el punto de vista del Avatar. Por ello, el joven Avatar debe viajar para conocer a un maestro agua. Si bien Katara también aprende sobre su uso, ella domina la técnica del agua más rápidamente que el propio muchacho; esto a su vez por la falta de interés que mostraba en un inicio, pero una vez que entró en estado avatar, sus habilidades incrementaron haciéndolo más receptivo al control de dicho elemento.
Poco después, una vez dentro del reino Tierra, Aang debe aprender tierra-control y para ello debe recurrir a un viejo amigo suyo: Bumi, el rey de Omashu. Este se niega a enseñarle, puesto que lo primero que debe hacer el muchacho es «escuchar atentamente a la tierra». Esto molesta y frustra a Aang en sus intentos por aprender el siguiente elemento. Una niña llamada Toph es la encargada de mostrarle las habilidades de la tierra, aunque ella considera que el Avatar es un «cobarde», ya que durante el tiempo de entrenamiento, Aang tenía complicaciones para su correcta aplicación —lo cierto es que, según palabras de Katara, la tierra es el elemento opuesto al aire, lo cual causaba el bloqueo que el Avatar mostraba sobre tierra-control—.
Una vez que aprendió la mayoría de los elementos, Aang decide estudiar el fuego-control. En un principio, pensó que no importaba la sucesión indicada de los elementos, pues consideró que el orden no importaba en lo absoluto. Al inicio de su viaje, conoció a un hombre que pese a su negación, decidió mostrarle fuego-control, aunque bajo ciertas precauciones que debía considerar. El muchacho aceptó, y una vez confiado en su capacidad para producir fuego, decide darle una demostración a Katara: esto causó que la muchacha quedará herida por quemaduras, dejando un trauma en Aang sobre el fuego. De forma no muy convencida, cuando el Avatar conoce a Iroh, considerando que este último era alguien sabio, el chico le pide consejo con el fin de guiarle en el arte del fuego; sin embargo, aunque lo anima en un principio confunde aún más al muchacho, haciéndolo reflexionar si en verdad puede derrotar al Señor del Fuego sin el uso total de los cuatro elementos, pero reconoce que «a pesar de su fama, es alguien amable y comprensible [...] en realidad puede ayudarte en varias situaciones», algo similar a la experiencia que tuvo Toph cuando ella lo conoció. Finalmente, después de que Zuko mostrara perdón por sus actos, él y Aang visitan una antigua isla donde habitan unos aborígenes llamados los «guerreros del Sol», ellos los conducen hasta un templo donde viven unos dragones. Estos, mediante una danza especial ayudan al príncipe y al Avatar a reconciliarse mutuamente, a su vez que con el fuego-control —Zuko perdió parcialmente sus poderes, razón por la cual también acompañó a Aang a la isla—.
Un último elemento, conocido como «energía-control» se lo enseña una tortuga león, un monstruo acuático sabio. Esta habilidad es en realidad una mezcla entre los poderes del Avatar como espíritu y humano; esta técnica permitió a Aang terminar con la guerra, sin la necesidad de asesinar al Señor del Fuego. Aun así no se dan más explicaciones a este elemento durante la serie.

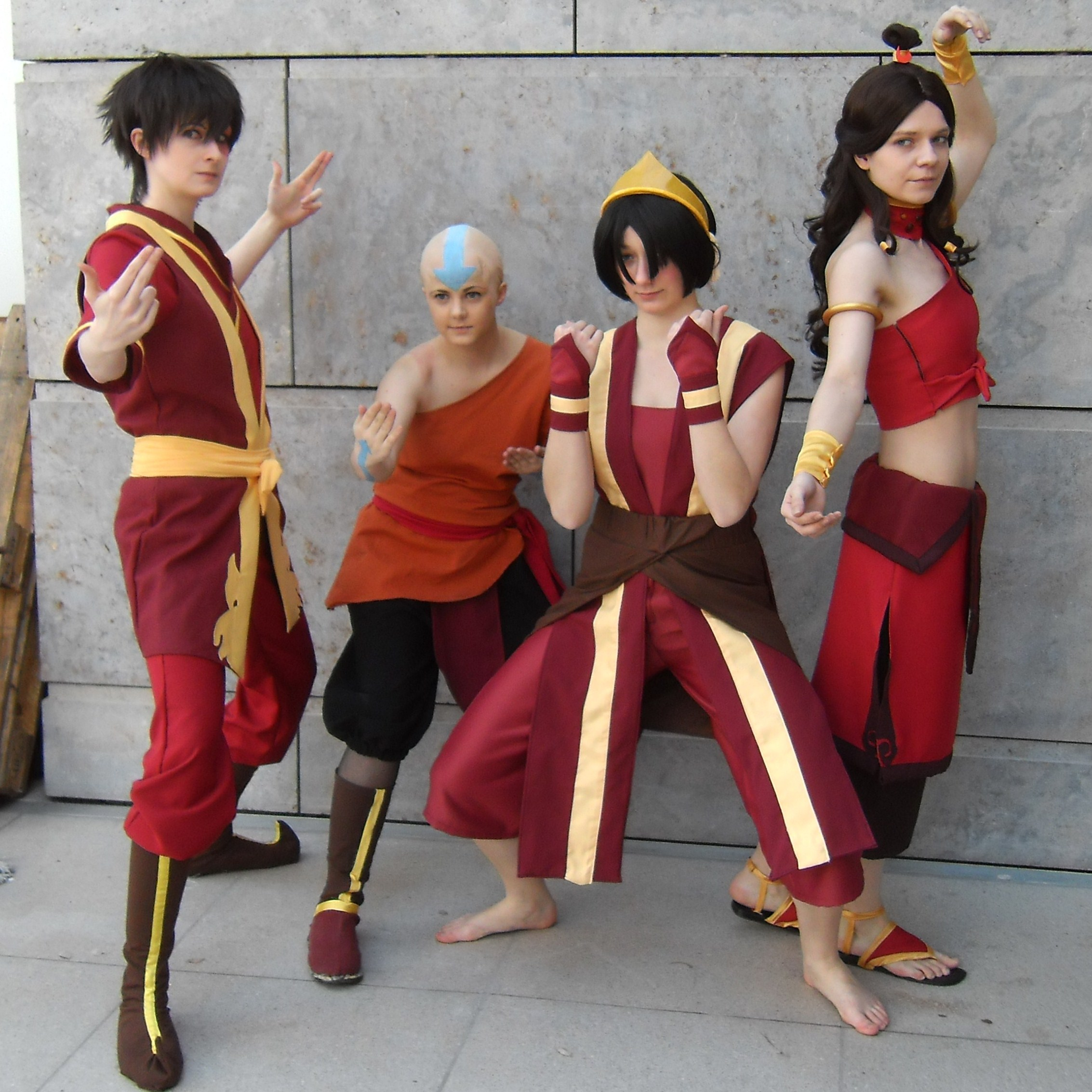
Aang, al igual que sus camaradas, ha aparecido en un número considerable de adaptaciones que van desde el cine hasta el juego de cartas. En la imagen, un grupo de jóvenes haciendo un cosplay de los personajes principales de la serie.

Los Avatar tienen la capacidad de entrar en un «estado» especial de combate. Cuando alguno de ellos entra en dicho estado, los poderes sobre los elementos se amplifican, multiplicando la eficacia que tendrían si lo hicieran en un estado «consciente». Como requisito para entrar en este estado a voluntad, se debe canalizar la energía transmitida por unos cúmulos espirituales llamados chakras. Una vez que se realiza esta labor, se puede acceder al estado avatar en cualquier circunstancia. En el caso de Aang, el último de sus chakras se bloqueó debido al enamoramiento que sentía por Katara, cosa que le impidió luchar de manera adecuada al inicio de su batalla con el Señor del Fuego, a pesar de que durante la misma logra liberarse de su «atadura humana».
Al inicio de la segunda parte de la serie, La leyenda de Korra, se menciona que Aang, junto con el Señor del fuego Zuko, fundaron una ciudad en donde los maestros-control y las personas sin poderes pudieran vivir en tranquilidad; a su vez Tenzin, el hijo del Avatar y Katara, es uno de los encargados de mantener el orden dentro de Ciudad República. La nueva reencarnación de Aang —Korra— debe proteger a la ciudad de un grupo terrorista que intenta crear una revolución contra la población capaz de realizar control sobre algún elemento. También se induce por la cronología de la serie, que Aang falleció a la edad de 66 años.

### La Leyenda de Korra
El Avatar Aang, es la reencarnación anterior de Korra, maestro aire, nacido en el Templo Aire del Sur. Creó La Ciudad República junto a El señor del fuego Zuko para crear un lugar donde los maestros y los no-maestros podrían vivir en paz y armonía.
Su animal guía era un bisonte volador.
Se comunicó con Korra a través de visiones de su pasado desde el episodio La voz en la noche. A través de los capítulos, el Avatar Aang apareció para guiar a Korra a través de su largo viaje, para que así Korra pueda entender de un gran enemigo llamada Yakonne.

## Características y personalidad
DiMartino, uno de los co-creadores de la serie mencionó:

Queríamos que Aang solucionara sus problemas y derrotara a los enemigos mediante su ingenio, aunque también con sus poderosas habilidades.
—Michael Dante DiMartino

Aang es presentado como vegetariano, tal como se muestra en el «El rey de Omashu» y en «El pañuelo en la cabeza» cuando él rechaza comer carne, pues los monjes le enseñaron que toda forma de vida es sagrada. Le desagrada pelear como sucedió en «El Mundo de los Espíritus»; en dicho episodio el joven negocia con un espíritu destructor, en vez de enfrentarse contra él. Debido a su conducta pacífica, también muestra una actitud ética que rechaza asesinar al Señor del Fuego Ozai, por lo que decide privarlo de sus poderes en vez de matarlo. Además, el Avatar tiene una extensa red de amigos a lo largo de las llamadas Cuatro Naciones.
Durante el episodio «La tormenta», Aang menciona que hubiera deseado poder ayudar a su gente hace un siglo atrás, pero prefirió llevar la vida despreocupada de un niño. En diversos momentos de la serie, él demuestra cuánto le importan aquellos con los que mantiene una estrecha relación aparte de expresar su personalidad divertida y despreocupada. También ha sucedido que en ocasiones puede actuar de una manera inmadura, pues incluso una vez intentó engañar a sus compañeros con el fin de que éstos se mantuvieran juntos dentro de su grupo; en «Bato de la Tribu del Agua», Aang piensa que Katara y Sokka irían a visitar a su padre, haciéndolo sentir abandonado. Para evitar lo anterior, el avatar esconde un mapa donde se marca el paradero del padre de ambos, y miente cuando le preguntaron si él lo tenía.
En varios episodios muestra ciertas habilidades para volar mediante el uso de su aire-control. Una de estas técnicas consiste en crear una esfera de aire sobre la que puede montar; a su vez, Aang le llama el «patín de aire». Otros métodos por los que puede volar son su planeador
 y Appa. En el Estado Avatar, él puede volar dentro de una esfera de aire.

## Recepción
Dentro de la demografía hacia la cual está enfocada la serie, el personaje ha sido recibido positivamente. Kendall Lyons comentó que «Aang parece ser ese chico adorable y alegre con el que puedes familiarizarte fácilmente», y que él también «puede hacer que los momentos más peligrosos o estresantes, sean más reconfortantes». Hay varias descripciones similares que coinciden en que Aang, en su papel de personaje infantil, resulta ser «imprudente e impulsivo». Los críticos coincidieron en esto, pues mencionaron que «como el Avatar, Aang aparenta ser imparable; pero como Aang, parecer ser sólo un maestro aire más»; dentro de esa misma reseña, se menciona que el programa continúa enfocándose en un personaje realista en vez de uno completamente perfecto, puesto que se van revelando diferentes defectos que tiene el personaje.

## Apariciones en otros medios
El personaje de Aang ha aparecido en diversos medios, como en Avatar: The Last Airbender Trading Card Game, cuya imagen fue utilizada en una gran cantidad de cartas. También apareció en el videojuego Avatar: The Last Airbender como uno de los cuatro personajes controlables. Dos secuelas más fueron producidas: Avatar: The Last Airbender – The Burning Earth, seguido por Avatar: The Last Airbender – Into the Inferno. Playeras con imágenes de Avatar, se han vendido principalmente a través del sitio web de Nickelodeon Shop. Tokyopop ha publicado varios anime comics (algunas veces referido como «cine-manga»), donde Aang, siendo el personaje principal de los episodios, aparece repetidas ocasiones en ellos.
Además, el joven maestro aire tuvo una aparición en Escape from the Spirit World, un videojuego online que puede encontrarse en el sitio oficial de Nickelodeon. El juego contiene ciertas diferencias con el argumento original del programa. Sin embargo, DiMartino y Konietzko aseguran que los hechos del juego forman parte del canon oficial.
En 2008 el director M. Night Shyamalan contrató a Noah Ringer, un practicante de Tae Kwon Do de 12 años, para interpretar el papel de Aang en la película The Last Airbender, una adaptación de la serie original. El casting de un actor blanco para el papel del protagonista (así como un elenco compuesto en su mayoría de personas caucásicas) dentro del universo ficticio de Avatar: la leyenda de Aang, basado en la cultura asiática, generó diversas críticas negativas por parte de los fanáticos pues acusaban a la producción del filme de racismo, llegando a crear una campaña en la que escribían cartas con el fin de expresar su inconformidad, así como realizar una manifestación pública afuera de un edificio donde se realizaban audiciones para convocar extras en la película, en la ciudad de Filadelfia. Una protesta a manera de contraataque, realizada por otros fanáticos, mostró cierta aceptación respecto al elenco elegido, expresando que este era el apropiado. Las decisiones tomadas para el elenco principal, fue tomado como negativo por parte de los críticos de cine, pues se mencionó que hubo una cierta preferencia por actores caucásicos que por sobre otros.
En 2024 el personaje tuvo otra adaptación a la mediana pantalla, interpretado por Gordon Cormier en la serie de Netflix Avatar: la leyenda de Aang. En este caso, el guion es una adaptación de la mano de Albert Kim de las historias originales. La adaptación surge tras el éxito de otro de los buques insignia del anime, One Piece, el cual arrastró masivamente a un público no acostumbrado al género y abrió las puertas para la realización de nuevos Live Action . Con un presupuesto de 120 millones, la serie se ha convertido en todo un éxito de visualizaciones para la plataforma, contando con una buena acogida por parte del público y también de la crítica especializada. Tiene confirmadas dos temporadas más, que se estrenarán previsiblemente en 2025 y 2026.